# عبد الرحيم علام
عبد الرحيم محمد زكي علام (28 فبراير 1955 -) رئيس البحوث والدراسات في المنظمة العربية للتنمية الإدارية، ورئيس تحرير مجلة إدارة، والمشرف على الأمانة الفنية للجوائز المتخصصة؛ جائزة المملكة العربية السعودية للإدارة البيئية، جائزة الشارقة لأفضل أطروحة دكتوراه في العلوم الإدارية في العالم العربي، جائزة أفضل موقع حكومي عربي على الإنترنت.عمل كأمين سر المجلس التنفيذي للمنظمة العربية، أمين سر الجمعية العامة للمنظمة العربية، وعضو ممثل للمنظمة في اجتماعات المجلس الاقتصادي والاجتماعي للجامعة العربية والهيئات التابعة لها. منذ 1994 حتى 2008.

## المؤهلات الدراسية
حصل على بكالوريوس تجارة شعبة إدارة أعمال، من كلية التجارة جامعة القاهرة عام 1977 بتقدير جيد جدا، ثم نال درجة الماجستير العلوم من معهد البحوث والدراسات البيئية، جامعة عين شمس عام 2004، وكانت أطروحته بعنوان «تنمية الموارد البشرية لرفع فعالية أداء الوحدات الحكومية». كما حصل على درجة دكتوراه الفلسفة من نفس المعهد عام 2009 وكانت أطروحته بعنوان «تقييم أثر التشريعات البيئية على القرارات الإنتاجية بالشركات الصناعية».

## عضويات الجمعيات المهنية
- زميل كلية هيرتي للحوكمة (برلين).
- عضو الجمعية العربية للاستشارات والتدريب.
- عضو الجمعية العربية للإدارة البيئية.
- عضو جمعية الإداريين العرب.
- عضو الجمعية العربية للموارد البشرية.

## الدراسات والأوراق
- قدم العديد من أوراق العمل والأوراق العلمية في مجموعة من المؤتمرات والندوات.
- له بعض المقترحات والرؤى التطويرية في مجال عمل المنظمة العربية للتنمية الإدارية.

## وصلات خارجية
- موقع المنظمة العربية للتنمية الإدارية  نسخة محفوظة 18 يناير 2006 على موقع واي باك مشين.
- أرشيف مجلة إدارة.
- المدونات ودورها بين الصحافة والثقافة، ميديل ايست أون لاين، عجمان 9-6-2010
- مجلس إدارة جائزة درع الحكومة الالكترونية
- من موقع الأمم المتحدة، مقدمة في نظم الإدارة البيئية، عبد الرحيم علام، 2005
- المؤتمر الدولى العربى الثانى للسياحة الالكترونية والتسويق الالكترونى، البحر الأحمر 14-12-2009
- مشروع تحديث الخدمة المدنية، صحيفة 26 سبتمبر 20-06-2005

## وصلات داخلية
- عبد الرحيم علام على موقع أرشيف الشارخ.
- مجلة إدارة.
- المنظمة العربية للتنمية الإدارية.
- جامعة الدول العربية.
- جائزة المملكة العربية السعودية للإدارة البيئية.
- جائزة الشارقة لأفضل أطروحة دكتوراه في العلوم الإدارية في الوطن العربي.
- نواف طبيشات، رئيس إدارة المصادر النادرة في المنظمة العربية.